# Reforma tributaria de 1845

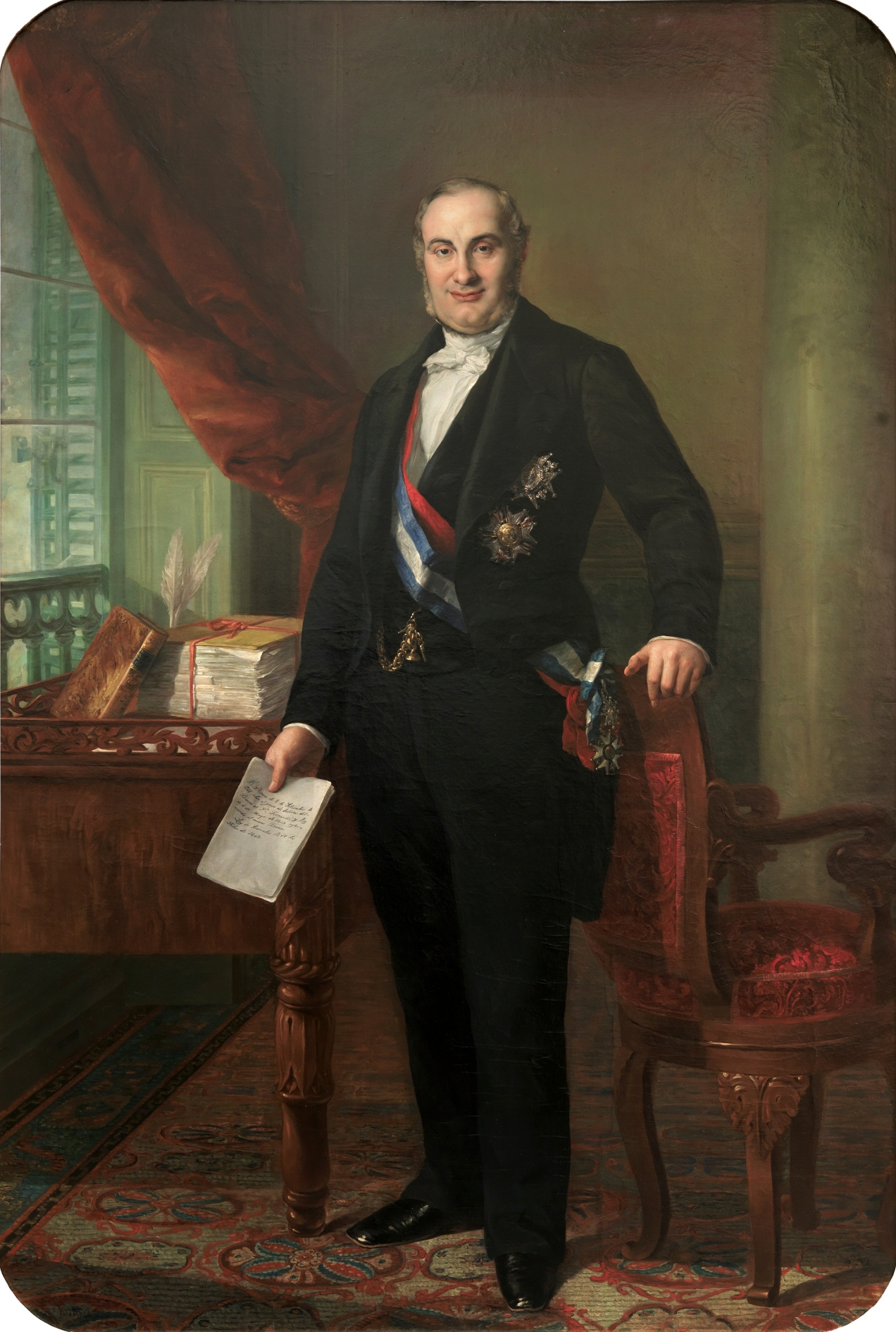
Alejandro Mon, ministro de Hacienda de España en 1845.

Reforma tributaria realizada en España, aprobada en el año 1844 que estableció las bases del actual sistema tributario español.

## Antecedentes
En el verano de 1843, un pronunciamiento militar comandado por los generales Serrano, Narváez y Prim derribó al general Espartero de su puesto de regente y puso fin al trienio progresista iniciado en 1840. Isabel II, que apenas había cumplido los trece años, fue declarada mayor de edad. Comenzaba un nuevo reinado y un nuevo período.  

## Reforma

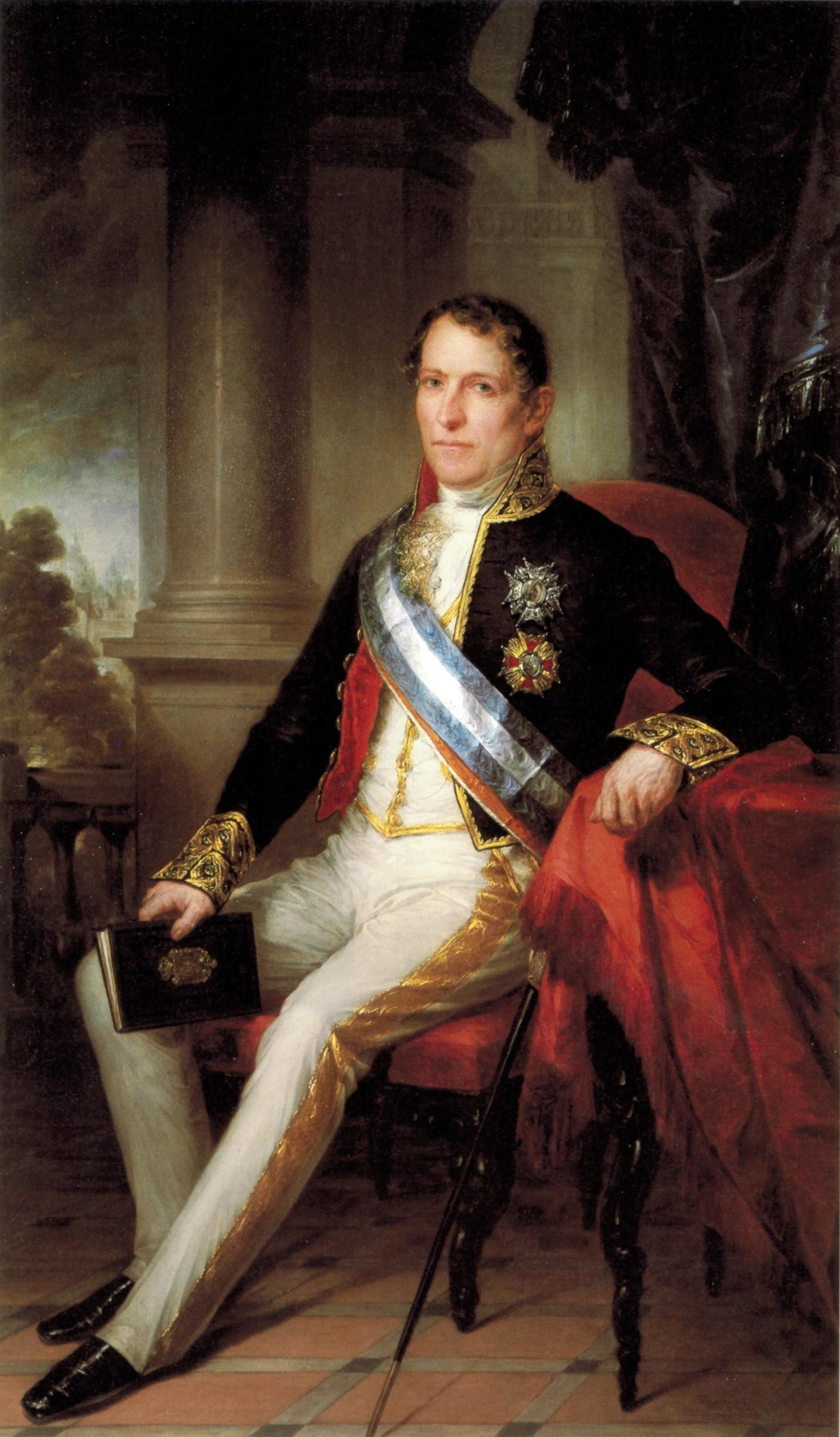
Ramón de Santillán fue uno de los principales impulsores de la reforma fiscal de 1845.

El ejecutivo que llegó al poder en 1844, presidido por Narváez, emprendió la reforma tributaria.
En 1843, durante el breve periodo en que Manuel Cantero de San Vicente fue ministro de Hacienda, sugirió a Ramón de Santillán la creación de una Comisión que dictaminase sobre la reforma del sistema tributario español. La Comisión fue constituida el 18 de diciembre de 1843, cuando ya había cesado como ministro Cantero y había sido sustituido por Juan José García-Carrasco. La comisión estaba formada por Javier de Burgos, como presidente, Ramón de Santillán, Alejandro Mon, Pío Pita Pizarro, Antonio Jordá, Carlos Martínez de Irujo y McKean, Alejandro Oliván, M. Ortiz, Joaquín María Pérez, L. Macgargh, J. Secades, J. Sánchez Ocaña, E. Sairó, A. de la Llave y V. Fernández Lascoiti como secretario. La propuesta de esta comisión tomó cuerpo tras un análisis de las posibilidades de reforma del sistema y de los principios racionales e históricos que debían presidirla. El Dictamen de la misma se entregó el 5 de agosto de 1844, al entonces Ministro de Hacienda, Alejandro Mon, que había sido nombrado el 3 de mayo de ese mismo año. El nuevo ministro se mostró indeciso sobre las posibilidades recaudatorias de la reforma y no fue presentada hasta el 10 de enero de 1845, convirtiéndose en Ley el 23 de mayo de ese mismo año. La reforma supuso una honda transformación del sistema fiscal español, estableciendo las bases de un nuevo sistema, que rompía con los esquemas del Antiguo Régimen.
El sistema anterior mantenía regímenes distintos para el antiguo reino de Aragón, Navarra, País Vasco y el resto del territorio y se articulaba sobre una gran variedad de impuestos, en su mayor parte de origen medieval. 
La reforma trataba de introducir los principios tributarios liberales: legalidad, suficiencia y generalidad e implantar un sistema fiscal unificado para todo el país y eliminar las trabas al crecimiento económico y así se suprimieron las aduanas interiores, los diezmos, la alcabala y los millones. En el nuevo sistema tributario se dio mucha más importancia a los impuestos directos que a los impuestos indirectos, la base del nuevo sistema estaba compuesta por cinco impuestos: 
- Impuestos directos
  - Contribución sobre bienes inmuebles, cultivos y ganadería: según las previsiones presupuestarias debía cubrir aproximadamente el 25% de los ingresos del Estado.
  - Subsidio industrial y del comercio: Gravaba las actividades industriales y comerciales, dividiéndose en dos partes, una fija y otra variable proporcional.
  - Derecho de inquilinato, cuya vigencia apenas llegó a un año.

- Impuestos indirectos
  - Impuesto de consumos de especies determinadas, rentas de estancos y monopolios (tabaco, sal y loterías) y el gravamen del consumo de bebidas alcohólicas, el aceite de oliva, el jabón y la carne.
  - Derecho de hipotecas, gravaba la transmisión, arrendamiento y el establecimiento de cargas sobre bienes inmuebles.

Junto a estos impuestos también tenían importancia destacada las rentas de aduanas y monopolios de tabacos y loterías.

## Resultados
El subsidio industrial y comercial suscitó numerosas protestas y dio lugar a un alto nivel de fraude. La Administración no estaba preparada para la gestión de este nuevo sistema tributario y ésta se encomendó a los ayuntamientos y a los gremios, utilizándose el sistema de reparto de cupos. Más protestas aún suscitó el derecho de consumos (entrada de artículos en la ciudad, o su venta en los mercados) que perjudicaba a las clases más modestas y que pronto se hizo muy impopular.
La reordenación tributaria fue la base de la recuperación de la Hacienda durante el reinado de Isabel II y la que hizo posible por tanto el desarrollo de las obras públicas y de las disponibilidades en general. El sistema establecido en 1845, perduró hasta 1900, con algunas pequeñas transformaciones, en este año los problemas financieros derivados de las guerras coloniales, impusieron la reforma de Raimundo Fernández Villaverde.